# Institut supérieur de l'électronique et du numérique
« ISEN » redirige ici.  Pour les autres significations, voir Isen.
L'ISEN est un groupe d'écoles d'ingénieurs parmi les 204 écoles d'ingénieurs françaises accréditées au 1er septembre 2020 à délivrer un diplôme d'ingénieur. L'ISEN se définit comme formant des « ingénieurs généralistes des nouvelles technologies ».
Le site historique est l'école de Lille, fondée en 1956 par Norbert Ségard.
Les écoles d'ingénieurs délivrent les diplômes suivants :
- à Brest, Nantes et Caen le diplôme d'« Ingénieur diplômé de l'ISEN Ouest » ;
- à Lille, le diplôme d'« Ingénieur diplômé de l'ISEN JUNIA Hauts-de-France » ;
- à Toulon et Marseille le diplôme d'« Ingénieur diplômé de l'ISEN Méditerranée ».

L'école d'ingénieurs s'est implantée au Maroc en 2011 sous le nom d'Yncréa Maroc.
Les écoles forment également via l'apprentissage sur les campus de Brest, Lille, Bordeaux, Marseille et Toulon.
Le site de ISEN Caen a accueilli sa première promotion en septembre 2020.

## Historique

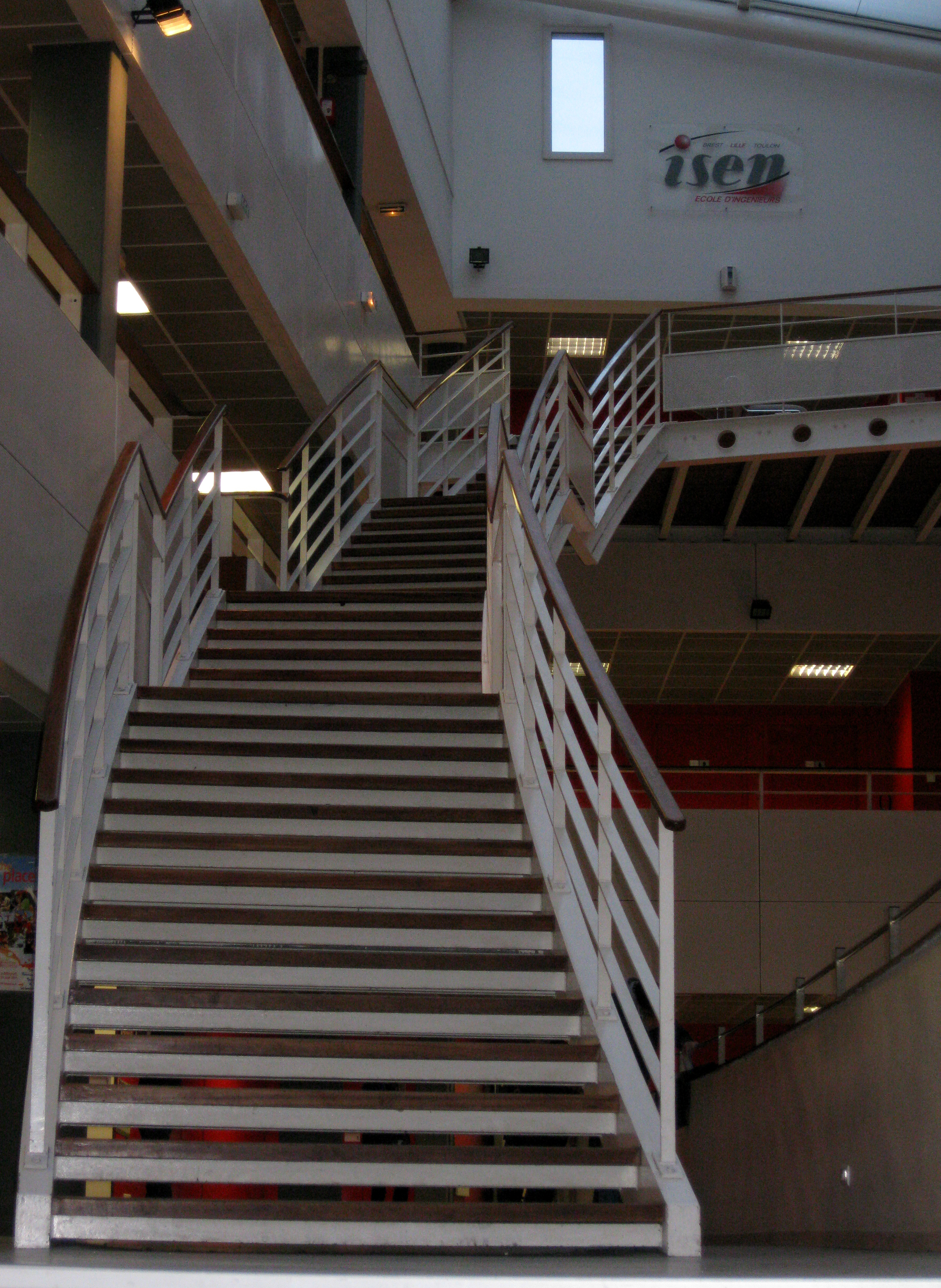
ISEN Lille

Né de la volonté de Norbert Segard, l'ISEN est fondé à Lille en 1956, son sigle signifiant alors « Institut Supérieur d'Électronique du Nord ». À la suite de l'ouverture d'autres sites, il essaime en un ensemble de plusieurs établissements : 
- Site historique de Lille (1956)
- Toulon, sous le nom d'« Institut supérieur d’électronique de Méditerranée » (ISEM) (ouverture en 1991) 
- Brest, sous le nom d'« Institut supérieur d’électronique de Bretagne » (ISEB) (ouverture en 1994).
Pour répondre à ce premier élargissement géographique et au développement du numérique qui devient très vite un marqueur de ces établissement, l'acronyme ISEN change, en 2003, d'« Institut Supérieur d’Électronique du Nord » à « Institut Supérieur d'Électronique et du Numérique ». Les sites de Toulon et Brest abandonnent alors leurs noms historiques d'ISEM et ISEB pour se regrouper sous ce nom commun. (Les noms des établissements sont alors ISEN Lille, ISEN Toulon, ISEN Brest)
La devise du groupe était jusqu'en 2015 « une école, trois campus »[réf. souhaitée].

### 2011: Nouvelle implantation: ISEN Maroc
Le groupe ISEN s'est élargi en s'installant au Maroc à Fès en septembre 2011. L’implantation s'est effectuée via un partenariat stratégique avec l’Institut polyvalent de l’enseignement privé (IPEP) présent dans le domaine de l’éducation au Maroc (à Fès) depuis 2001 et proposant une offre de formation dès la maternelle jusqu’au lycée. ISEN Fès est dirigé par Mohamed Foukani jusqu'en 2016. L'implantation de l'ISEN au Maroc devient en 2016 Yncréa Maroc et change de localisation à Rabat.

### 2016-2017: Nouvelles implantations à Nîmes et Nantes et création de la fédération Yncréa
En 2016, les trois campus de l'ISEN (Lille, Toulon et Brest) se fédèrent avec les écoles HEI et ISA pour créer le premier pôle privé associatif d'écoles d'ingénieurs en France, la fédération Yncréa. Les sites ISEN changent alors de nom : 
- Le groupement ISEN-ISA-HEI (Lille) s'appelle désormais Yncréa Hauts-de-France, (l'école ISEN du groupement s’appelant alors ISEN Yncréa Hauts-de-France)
- ISEN Brest s'appelle désormais ISEN Yncréa Ouest,
- ISEN Toulon s'appelle désormais ISEN Yncréa Méditerranée.

En 2016, un second campus d'ISEN Yncréa Méditerranée ouvre dans le Sud : ISEN Nîmes. ISEN Nîmes propose une filière d'ingénieurs en Numérique et Biologie. L'école bénéficie d'un écosystème favorable puisqu'elle évolue au sein de l'Open Campus, qu'elle partage avec d'autres établissements, tel que Digital Business School.
En 2017, l'ISEN Nantes ouvre nouveau campus d'ISEN Yncréa Ouest ouvre avec deux promotions : Ingénieur Généraliste et Ingénieur Informatique et Réseaux.
L'ISEN Yncréa Ouest obtient l'accréditation de la CTI (Commission des titres d'ingénieur) en 2019pour ouvrir à la rentrée 2020 un campus à Caen avec 3 promotions : Généraliste, Informatique et Réseaux et Biologie.
L'année suivante, la première promotion de Caen est accueillie dans les locaux de l'institution Sainte-Marie à Caen. En 2021 les étudiants suivent des cours au sein du « Moho » (un bâtiment de la communauté urbaine de caen dont des parties sont ouvertes à la location) en attendant la livraison du bâtiment ISEN sur la pointe de la Presqu'île de Caen (dont la construction a commencé en 2023 et la livraison est prévue pour 2025).
En 2020, l'ISEN de Nantes (Isen Yncréa Ouest) réceptionne son nouveau bâtiment sur le terrain (10000M2) jouxtant l'ancienne implantation (Campus Icam) de plus de 4 000 m2.
ISEN Yncréa Méditerranée décide en 2021 de fermer définitivement le campus de Nîmes. Le but est de recentrer ses activités au sein du campus de Toulon.

### Mutation de la branche historique de Lille et création de Junia (2021)
À la suite du rassemblement en 2016 de l'ISEN Lille-ISA-HEI, ce groupement amorce une mutation qui tends à l'éloigner du groupe des autres écoles Yncréa ISEN.
Ceci se traduit notamment par le changement de nom : Yncréa Hauts-de-France devenant en 2021 Junia. Les autres membres d'Yncréa conservant leurs noms respectifs. L'ISEN de Junia devenant un « programme du groupe Junia »

## Junia, anciennement Yncréa Hauts-de-France
L'équipe enseignante compte 43 enseignants permanents et 6 enseignants-chercheurs. Il y a 96 intervenants extérieurs.
Le bâtiment fait 7 400 m2, dont 3 700 m2 affectés à l'enseignement.

## Formation

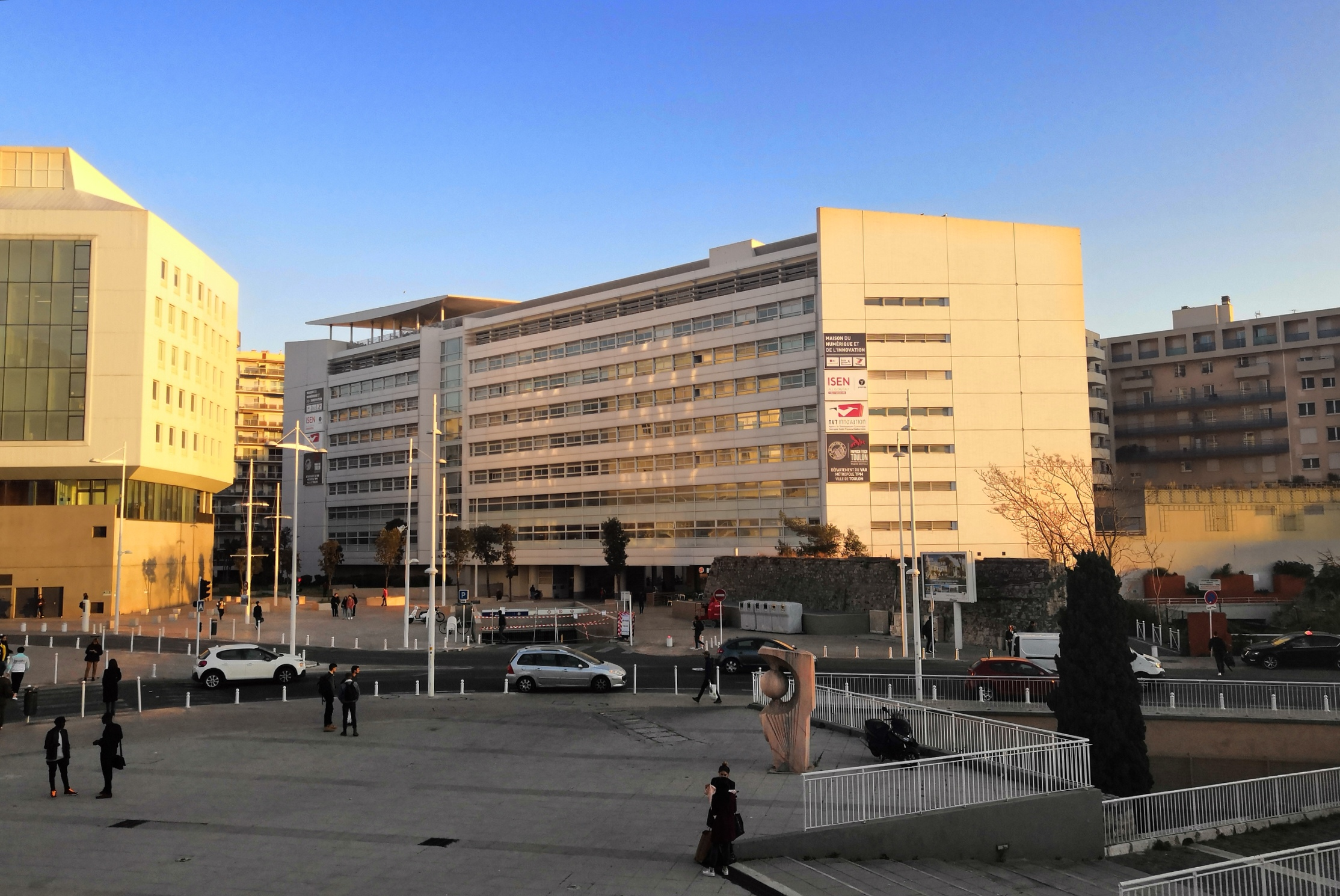
Locaux de l'ISEN Méditerranée à Toulon.

Le recrutement s'effectue généralement après un bac général (série S avant la réforme Blanquer), sur concours « Puissance Alpha ».
Il est possible d'intégrer l'ISEN en 3e année, après 2 ans de classes préparatoires via le concours Puissance Alpha CPGE ou après certains IUT, sur dossier et entretien.
Les trois premières années  peuvent être réalisées dans plusieurs cycles :   
- le « cycle généraliste des sciences de l'ingénieur »  est composé de deux années préparatoires suivie d'une année orientée sur les sciences et nouvelles technologies, sur une formation humaine, économique et sociale, sur la découverte de l'entreprise et l'ouverture à l'international (Campus de Brest, Caen, Lille, Nantes et Toulon) ;
- le « cycle Informatique et Numérique » est composé de trois années dédiées aux sciences de base (mathématiques, physique) et à l'univers de l'informatique et des réseaux. Il permet à l'étudiant de poursuivre ses études à l'ISEN dans la majeure de son choix  (Campus de Brest, Caen, Lille, Nantes, Rennes et Toulon) ;
- le « cycle Biologie, Sciences et Technologies » est composé de trois années dédiées aux sciences, au numérique, aux SVT et à la médecine dans l'objectif de former des scientifiques ayant une approche pluridisciplinaire axée sur la santé (Campus de Brest, Caen, Toulon, Nîmes) ;
- le « cycle Économie Numérique et Technologies » est composé de trois années dédiées aux sciences, au numérique et à l'économie. Il allie formation scientifique et aux techniques de création et de gestion de l'innovation (Campus de Brest) et un parcours international ;
- le cycle Environnement, Sciences et Technologies qui permet d'intégrer les problématiques environnementales au cœur de la formation d'ingénieur (Campus de Brest et de Nantes) ;
- le cycle Biologie, Agronomie, Sciences et Technologies qui forme dès la première année post bac aux thématiques liées à l'agronomie et l'agro-alimentaire.

Des aménagements Sport-Étude et Musique-Étude sont prévus sur les campus de Lille et Brest et une section Musique & Technologies est accessible sur le campus de Lille.
À noter également qu'à Toulon et Brest, des doubles-diplômes sont possibles avec des écoles de Management (Brest Business School, Rennes School of Business, Kedge et des contrats de professionnalisation sont ouverts.
À Brest, le choix du domaine professionnel Ingénieur de projets et d'affaires en années 4 et 5 permet aux étudiants d'obtenir un diplôme Grande école de Rennes School of Business en plus de leur diplôme d'ingénieur, sans devoir passer par une année de césure et sans payer de frais de scolarité.
L'ISEN offre la possibilité de poursuivre une dernière année d'étude dans l'une des 30 universités partenaires dans le monde. Pour valider le diplôme, une expérience de trois mois consécutifs à l'étranger est nécessaire (stage, année à l'étranger par exemple).
En 2017, l'ISEN Lille ouvre le cycle préparatoire ADIMAKER, basé sur la pédagogie par projets, en partenariat avec HEI et l'ISA[réf. souhaitée].
En 2018, l'ISEN Lille ouvre un cycle Numérique et Biologie en partenariat avec l'ISA.